# 대한민국의 지역주의
대한민국의 지역 감정은 대한민국에서 발생하는 지역적인 감정 대립을 의미한다. 보통 그 형태가 영남 지방 사람들과 호남 지방 사람들의 갈등이라는 형태로 나타나며, 선거를 목적으로 정치가들이 이를 상습적으로 이용하고 있다고 주장한다. 또한 대부분의 유권자들이 이 지역주의에 이끌려서 투표하는 경향이 있으며, 이 때문에 지역주의를 '망국적인 고질병'이라고 주장하는 경우도 있다.

## 사례
지역주의와 관련해서 여러 정치인들은 각각의 의견을 나타내었다. 이러한 지역주의 발언의 대다수는 선거 또는 정치적 사건과 연관이 있었다.

### 1969년3선개헌반대신민당광주 유세
1969년 10월 12일, 3선개헌안 국민투표를 며칠 앞둔 시점에, 당시 야당인 신민당은 광주공원에서 4만여 청중이 모인 가운데 3선개헌 반대 유세를 가졌다. 이 자리에서 신민당과 3선개헌반대 범투위의 이재형, 정성태, 김대중, 윤길중, 양일동, 양회수 등은 "영남지방은 고속도로까지 개설하는 정부가 호남선은 복선마저 제대로 않고 푸대접하고 있다."고 호남 푸대접론을 주장하면서, "경상도 정권을 타도하자."는 발언을 한 적이 있다.

### 1971년 7대 대선
1971년 4월 대선 당시 이효상 국회의장은 "경상도 대통령을 뽑지 않으면 우리 영남인은 개밥에 도토리 신세가 된다"는 언급을 하였다 이효상은 박정희 지지 찬조연설에서 "쌀밥에서 뉘가 섞이듯이 경상도에서 반대표가 나오면 안된다. 경상도 사람 중에서 박대통령 안찍는 자는 미친놈이다."라는 언급을 한 적이 있다.
한편, 1971년 대선을 앞두고 중앙정보부의 공작으로 영남 지역에서 '호남에서 영남인의 물건을 사지 않기로 했다'는 전단지가 나돌았다.

### 1992년 14대 대선
초원복집 사건은 1992년 정부 기관장들이 부산의 ‘초원복집’이라는 음식점에 모여 제14대 대통령 선거에 영향을 미칠 목적으로 지역 감정을 부추기자고 모의한 것이 도청에 의해 드러나 문제가 된 사건이다. 1992년 대선을 앞둔 12월 11일 오전 7시 부산 초원복집에서 김기춘 법무부 장관과 김영환 부산직할시장, 박일용 부산지방경찰청장, 이규삼 안기부 부산지부장, 우명수 부산시 교육감, 정경식 부산지방검찰청장, 박남수 부산상공회의소장 등이 모여서 민주자유당 후보였던 김영삼을 당선시키기 위해 지역감정을 부추기고, 정주영, 김대중 등 야당 후보들을 비방하는 흑색선전을 유포시키자는 등 관권 선거와 관련된 대화를 나눴는데 이 내용이 정주영 후보측의 통일국민당에 의해 도청되어 언론에 폭로되었다. 아파트 값을 반으로 내리겠다는 공약등으로 보수층을 잠식하던 정주영 후보측이 민자당의 치부를 폭로하기 위해 전직 안기부 직원등과 공모하여 도청 장치를 몰래 숨겨서 녹음을 한 것이었다.
하지만 김영삼 후보측은 이 사건을 음모라고 규정했으며, 주류 언론은 관권선거의 부도덕성보다 주거침입에 의한 도청의 비열함을 더 부각시켰다. 이 때문에 통일국민당이 오히려 여론의 역풍을 맞았고, 김영삼 후보에 대한 영남 지지층이 오히려 집결하는 아이러니한 결과를 낳았다. 이 여세를 몰아 김영삼이 14대 대통령에 당선되었다.

## 같이 보기
- 지역 감정
- 만들어진 현실: 한국의 지역주의, 무엇이 문제이고, 무엇이 문제가 아닌가?